# Tàu chiến chủ lực

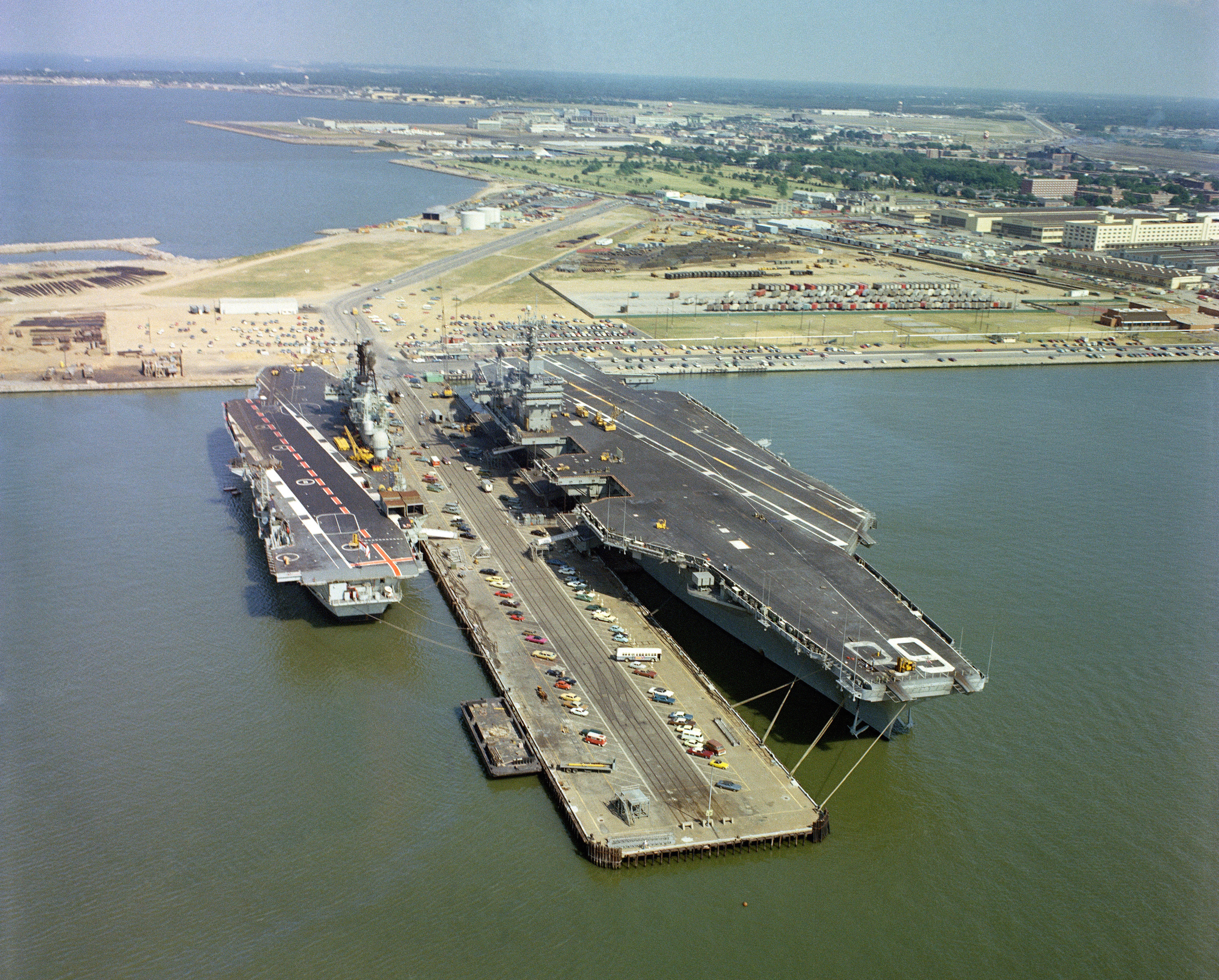
Tàu sân bay trở thành các tàu chiến chủ lực chính của hầu hết các lực lượng hải quân nước xanh dương thời hiện đại. Trong ảnh là tàu sân bay chạy bằng năng lượng hạt nhân của Hoa Kỳ (bên phải) và tàu sân bay của Anh (bên trái)

Tàu chiến chủ lực là những tàu chiến quan trọng nhất đối với lực lượng hải quân, thường là những con tàu lớn hơn khi so sánh với các tàu chiến khác trong hạm đội tương ứng của chúng. Một tàu chiến chủ lực nói chung thường là con tàu dẫn đầu hoặc soái hạm trong một hạm đội hải quân.

## Ý nghĩa chiến lược
Thường không có tiêu chí chính thức để phân loại, nhưng tàu chiến chủ lực là một khái niệm hữu ích trong chiến lược hải quân; ví dụ, nó cho phép so sánh sức mạnh tương đối giữa các lực lượng hải quân trong cùng một mặt trận tác chiến mà không cần phải xem xét đến các chi tiết cụ thể về trọng tải hoặc kích cỡ pháo.
Một ví dụ đáng chú ý về điều này là học thuyết Mahanian, được áp dụng trong việc lập kế hoạch phòng thủ Singapore trong Chiến tranh thế giới thứ hai, khi mà Hải quân Hoàng gia Anh phải quyết định phân bổ các thiết giáp hạm và tàu chiến-tuần dương của họ giữa mặt trận Đại Tây Dương và mặt trận Thái Bình Dương. Học thuyết Mahanian cũng được áp dụng bởi Hải quân Đế quốc Nhật Bản, dẫn đến động thái tấn công Trân Châu Cảng và gây thiệt hại nặng nề cho nhiều tàu chiến, đặc biệt là các thiết giáp hạm, của Hạm đội Thái Bình Dương Hoa Kỳ. Bản chất hải quân của mặt trận tác chiến Thái Bình Dương, thường được gọi là Chiến tranh Thái Bình Dương, đã buộc Hải quân Hoa Kỳ chủ yếu triển khai các thiết giáp hạm và tàu sân bay của họ ở Thái Bình Dương. Chiến tranh ở châu Âu chủ yếu là chiến tranh trên bộ, do đó hạm đội tàu mặt nước của Đức có quy mô nhỏ, còn các tàu hộ tống được Khối Đồng Minh sử dụng trong Trận chiến Đại Tây Dương hầu hết là các tàu khu trục và tàu hộ tống khu trục để chống lại các mối đe dọa từ U-boat.

## Kỷ nguyên tàu buồm

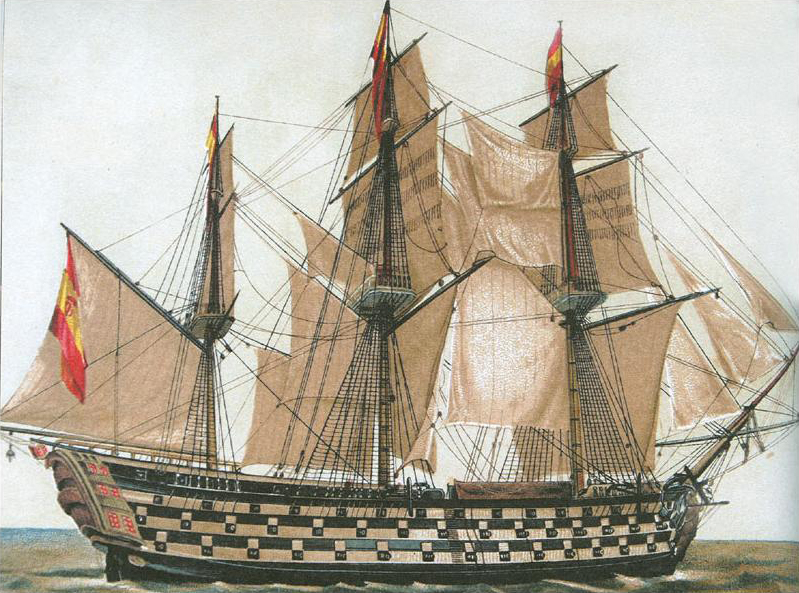
Tàu chiến tuyến là những tàu chiến chủ lực của thời đại tàu buồm. Trong ảnh là tàu chiến tuyến Santa Ana của Tây Ban Nha, một ví dụ rất lớn với 112 khẩu pháo

Trước khi có sự ra đời của những tàu chiến bọc thép vào thời điểm cuối thế kỷ 19, tàu chiến chủ lực trong Kỷ nguyên tàu buồm thường được hiểu là một con tàu phù hợp với hệ thống xếp hạng của Hải quân Hoàng gia Anh về một tàu chiến tuyến được phân loại hạng nhất, hạng hai, hạng ba hoặc hạng tư:
- Hạng nhất: 100 khẩu pháo trở lên, thường được bố trí trên ba hoặc bốn sàn tàu. Các tàu chiến tuyến bốn sàn tàu dễ gặp nạn trong điều kiện biển động và sàn tàu thấp nhất thường hiếm khi khai hỏa ngoại trừ trong điều kiện yên tĩnh.
- Hạng hai: 90-98 khẩu pháo.
- Hạng ba: 64-80 khẩu pháo (mặc dù tàu chiến tuyến hạng ba mang 64 khẩu pháo có kích thước nhỏ và số lượng không nhiều trong bất kỳ thời đại nào).
- Hạng tư: 46-60 khẩu pháo. Đến năm 1756, những con tàu này được thừa nhận là quá yếu để có thể đứng trong hàng ngũ chiến đấu và bị loại xuống làm nhiệm vụ phụ trợ, mặc dù chúng cũng hoạt động ở vùng nước nông của Biển Bắc và cận duyên hải của Hoa Kỳ, nơi các tàu chiến tuyến lớn hơn không thể ra khơi.

Tàu frigate được xếp vào hạng năm; hạng sáu bao gồm các tàu frigate nhỏ và tàu corvette. Vào thời điểm cuối Chiến tranh Napoléon và cuối thế kỷ 19, một số tàu frigate lớn hơn và mạnh hơn được xếp vào hạng tư.

## Thiết giáp hạm/tàu chiến-tuần dương

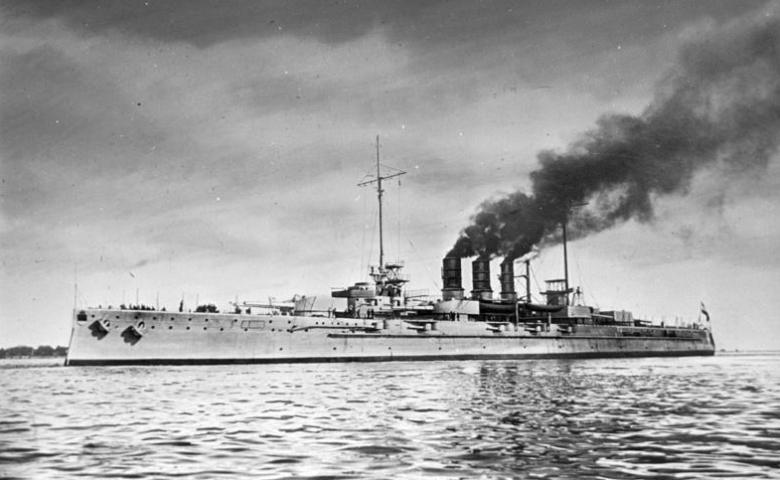
Thiết giáp hạm trở thành các tàu chiến chủ lực sau khi tàu chiến tuyến không còn được sử dụng và vẫn duy trì cho đến thời kỳ Chiến tranh thế giới thứ hai. Trong ảnh là thiết giáp hạm dreadnought Đức

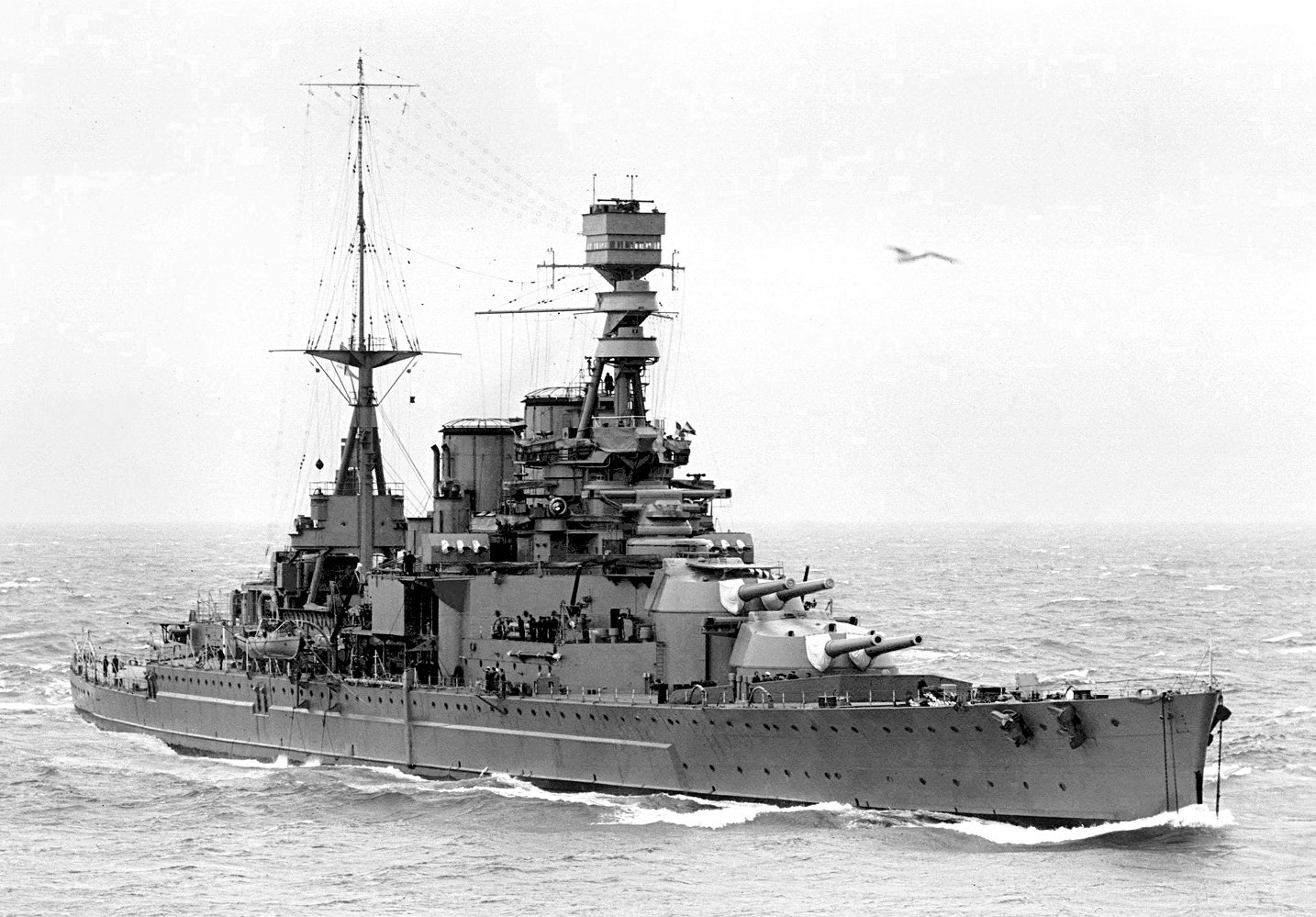
Tàu chiến-tuần dương Anh

Thuật ngữ "tàu chiến chủ lực" lần đầu tiên được đặt ra vào năm 1909, sau đó nó được định nghĩa chính thức trong các hiệp ước giới hạn của thập niên 1920-1930 gồm Hiệp ước Hải quân Washington năm 1922, Hiệp ước Hải quân Luân Đôn năm 1930 và Hiệp ước Hải quân Luân Đôn lần thứ hai năm 1936. Thuật ngữ này chủ yếu được áp dụng cho những con tàu phát sinh từ cuộc cách mạng dreadnought: thiết giáp hạm dreadnought (ban đầu còn được gọi là dreadnought và sau đó là thiết giáp hạm) và tàu chiến-tuần dương. Thuật ngữ này cũng được định nghĩa trong Công ước Montreux năm 1936.
Trong thế kỷ 20, đặc biệt là thời kỳ Chiến tranh thế giới thứ nhất và Chiến tranh thế giới thứ hai, các tàu chiến chủ lực điển hình là thiết giáp hạm và tàu chiến-tuần dương. Tất cả các tàu trên đều có lượng choán nước gần 20.000 tấn trở lên, với pháo cỡ nòng lớn và giáp bảo vệ dày.
Tàu tuần dương, mặc dù có vai trò quan trọng, không được coi là các tàu chiến chủ lực. Một ngoại lệ đối với điều này trong Chiến tranh thế giới thứ hai là các tàu tuần dương lớp Deutschland. Mặc dù có thiết kế kỹ thuật tương tự như một tàu tuần dương hạng nặng, tốc độ chậm hơn các tàu tuần dương khác nhưng với trang bị pháo mạnh hơn đáng kể, chúng được một số người coi là tàu chiến chủ lực (do đó Hải quân Hoàng gia Anh gọi chúng là "thiết giáp hạm bỏ túi") vì là một trong số ít các đơn vị tàu chiến mặt nước hạng nặng của Kriegsmarine. Tàu tuần dương lớp Alaska của Hoa Kỳ, tàu chiến-tuần dương Thiết kế 1047 của Hà Lan và tàu tuần dương Thiết kế B-65 của Nhật Bản được lên kế hoạch đặc biệt nhằm chống lại những tàu tuần dương hạng nặng đang được chế tạo bởi các đối thủ của họ, đã được mô tả là "siêu tàu tuần dương", "tàu tuần dương cỡ lớn" hoặc "tàu tuần dương không hạn chế". Thậm chí một số người còn ủng hộ rằng chúng nên được coi là tàu chiến-tuần dương, tuy nhiên chúng chưa bao giờ được phân loại là tàu chiến chủ lực.
Trong Chiến tranh Lạnh, các tàu tuần dương tên lửa cỡ lớn lớp Kirov của Liên Xô có lượng choán nước đủ lớn để sánh ngang với các thiết giáp hạm và tàu chiến-tuần dương thời kỳ Chiến tranh thế giới thứ hai, có thể sẽ xác định một kiểu tàu chiến chủ lực mới cho thời đại đó. Tuy nhiên, về mặt thiết kế kỹ thuật, Kirov chỉ đơn giản là một lớp tàu tuần dương hạng nặng mang tên lửa dẫn đường và động cơ đẩy hạt nhân.

## Tàu sân bay

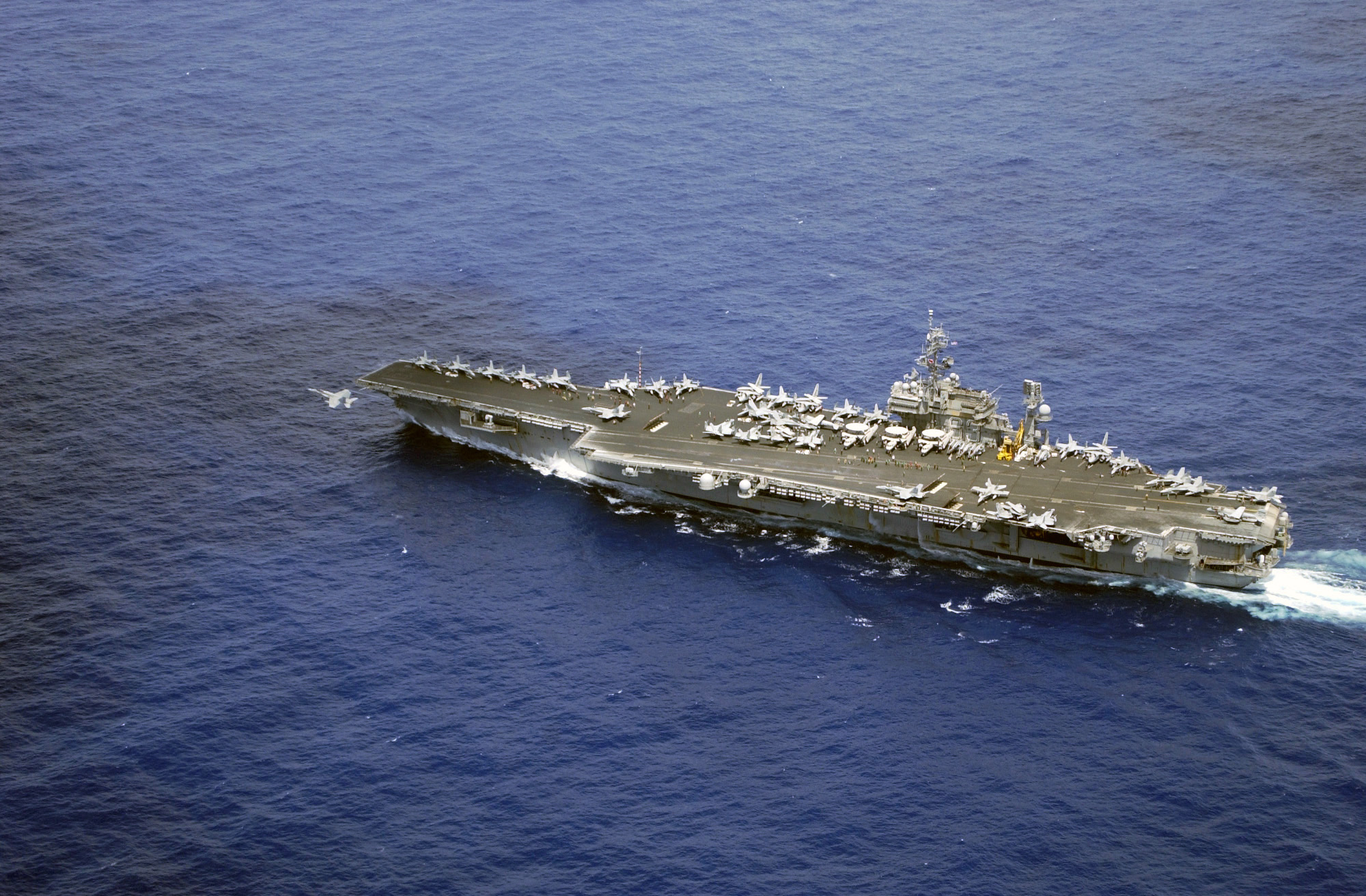
Một chiếc F/A-18C Hornet phóng từ sàn đáp của tàu sân bay

Phải đến cuối năm 1942, tàu sân bay mới được mọi người coi là tàu chiến chủ lực. Chỉ những tàu sân bay cỡ lớn của hạm đội (dù được đóng theo mục đích hay được chuyển đổi từ khung thân thiết giáp hạm/tàu chiến-tuần dương) mới được coi là tàu chiến chủ lực, trong khi các tàu sân bay hạng nhẹ (thường sử dụng khung thân tàu tuần dương) và tàu sân bay hộ tống (thường sử dụng khung thân tàu buôn) thì không. Hải quân Hoa Kỳ buộc phải phụ thuộc chủ yếu vào tàu sân bay sau khi Hải quân Đế quốc Nhật Bản tiến hành tấn công Trân Châu Cảng, đánh chìm hoặc làm hư hại tám thiết giáp hạm thuộc Hạm đội Thái Bình Dương Hoa Kỳ.
Trong thế kỷ 21, tàu sân bay là kiểu tàu chiến chủ lực cuối cùng còn sót lại, với khả năng được xác định dựa trên các boong có sẵn và số lượng máy bay có thể mang theo, chứ không phải ở trang bị pháo và cỡ nòng. Hoa Kỳ là quốc gia sở hữu ưu thế lớn nhất về tàu sân bay, không chỉ sở hữu 11 siêu tàu sân bay đang hoạt động (mỗi siêu tàu sân bay có khả năng mang và phóng gần 100 máy bay chiến thuật) mà còn có thêm 9 tàu đổ bộ tấn công (dựa trên cấu hình "Sea Control Ship") có khả năng hoạt động tương đương với các tàu sân bay hạng nhẹ vận hành máy bay V/STOL của các quốc gia khác.
Bất chấp tầm quan trọng của chúng đối với các hạm đội hiện đại, Hải quân Hoa Kỳ chưa bao giờ đặt tên tàu sân bay theo tên các tiểu bang của Hoa Kỳ như thông lệ khi đặt tên cho các thiết giáp hạm được coi là tàu chiến chủ lực (ví dụ như lớp Iowa). Thay vào đó, tên các tiểu bang của Hoa Kỳ được áp dụng cho các tàu ngầm hạt nhân, trong khi các tàu sân bay được đặt theo tên của những chính trị gia và cá nhân nổi tiếng khác trong lịch sử Hải quân Hoa Kỳ, chẳng hạn như Chester W. Nimitz và Ronald W. Reagan (ngoại trừ Enterprise).

## Tàu ngầm hạt nhân

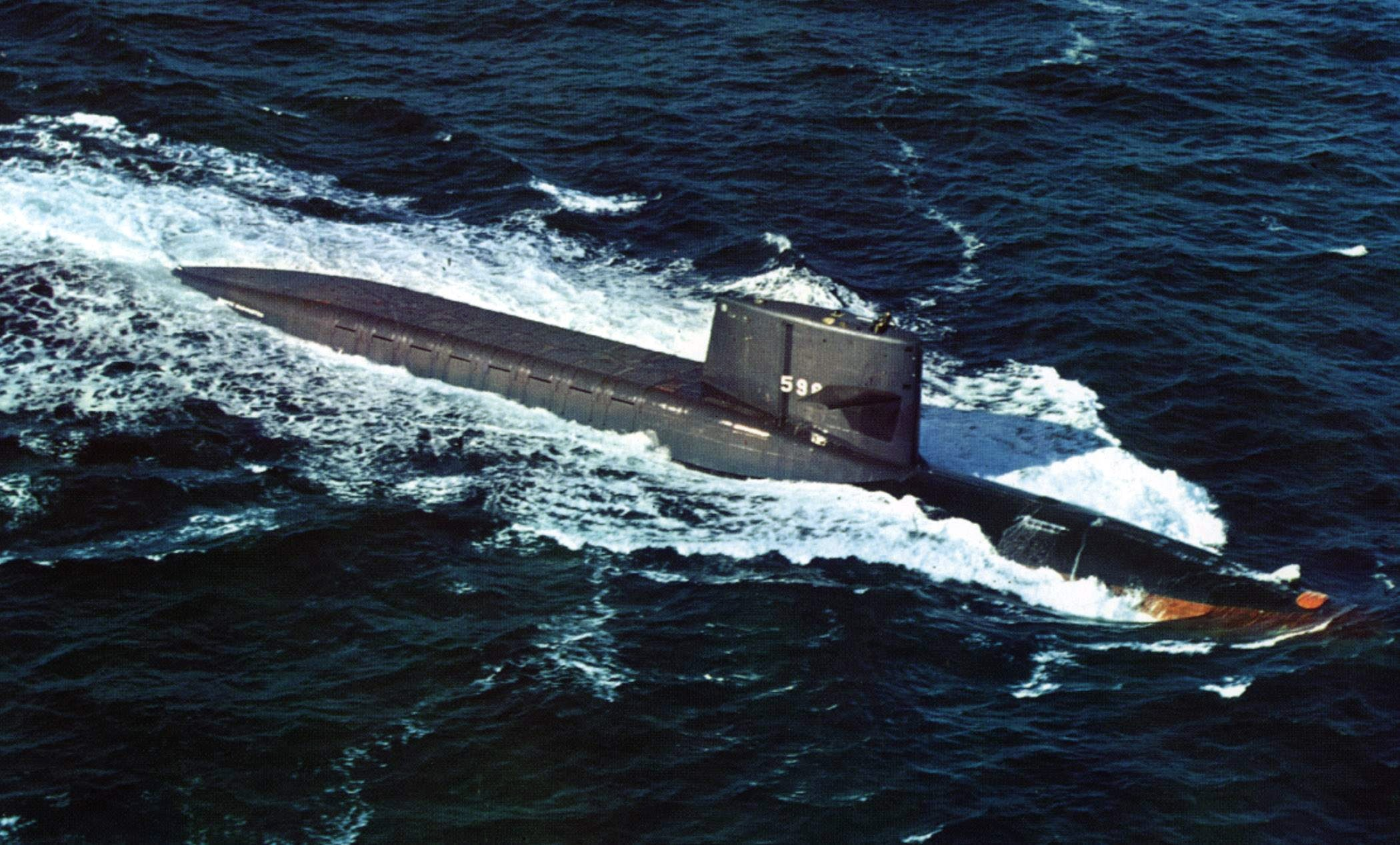
Tàu ngầm mang tên lửa đạn đạo Hoa Kỳ

Tàu ngầm mang tên lửa đạn đạo, mặc dù là các tàu quan trọng và có trọng tải tương tự như các thiết giáp hạm đời đầu, thường được tính là một thành phần trong chính sách răn đe hạt nhân của các quốc gia và không chia sẻ sứ mệnh kiểm soát trên biển của các tàu chiến chủ lực truyền thống. Tuy nhiên, nhiều lực lượng hải quân, bao gồm cả Hải quân Hoàng gia Anh và Hải quân Hoa Kỳ, coi những con tàu này là tàu chiến chủ lực và đặt cho chúng một số cái tên trước đây từng được sử dụng bởi các thiết giáp hạm, ví dụ như Dreadnought và Vanguard.

## Đặt tên
Một số lực lượng hải quân đặt tên cụ thể cho các tàu chiến chủ lực của họ. Tên gọi dành riêng cho tàu chiến chủ lực được đặt theo tên các nguyên thủ quốc gia (ví dụ như Bismarck), các địa điểm quan trọng, các sĩ quan hoặc đô đốc hải quân nổi tiếng trong lịch sử (ví dụ như HNLMS De Ruyter), các sự kiện hoặc đối tượng lịch sử (ví dụ như USS Constitution) và tên truyền thống (ví dụ như HMS Ark Royal). Tuy nhiên, có một số ngoại lệ đối với quy tắc đặt tên.
Bắt đầu với USS Texas (thiết giáp hạm đầu tiên của Hoa Kỳ), các tàu chiến chủ lực được Hải quân Hoa Kỳ đặt tên theo các tiểu bang của họ như một thông lệ. Những tàu chiến khác được đặt tên theo các lãnh thổ của Hoa Kỳ (ví dụ như các tàu tuần dương lớp Alaska ngay trước và trong Chiến tranh thế giới thứ hai), các thành phố lớn của Hoa Kỳ (ví dụ như tàu tuần dương) hoặc Tổng thống Hoa Kỳ (ví dụ như tàu ngầm tấn công lúc đầu và tàu sân bay về sau). Vào khoảng thời gian trước và trong Chiến tranh thế giới thứ hai, Hải quân Đế quốc Nhật Bản cũng áp dụng thông lệ đặt tên các thiết giáp hạm theo tên các tỉnh (ví dụ như Yamato).
Bắt đầu với lớp tàu ngầm mang tên lửa đạn đạo đầu tiên được trang bị Trident (tức là lớp Ohio), tên các tiểu bang đã được áp dụng cho các tàu ngầm hạt nhân của Hoa Kỳ, cho thấy vị thế của chúng như những tàu chiến chủ lực. Các tàu ngầm mang tên lửa đạn đạo trước đó (ví dụ như các tàu ngầm trang bị tên lửa Poseidon) không được đặt tên theo tiểu bang. Sau khi hoàn thành chiếc tàu ngầm mang tên lửa đạn đạo lớp Ohio cuối cùng, tên các tiểu bang đã được áp dụng cho các tàu ngầm tấn công (ví dụ như lớp Virginia). Các tàu ngầm tấn công trước đó được đặt tên theo các thành phố lớn (ví dụ như lớp Los Angeles) - giống như thông lệ trước đây từng áp dụng cho tàu tuần dương (ví dụ như USS Indianapolis).

## Trong văn hóa đại chúng
Thuật ngữ này đã được sử dụng trong các tác phẩm khoa học viễn tưởng và văn hóa để mô tả các tàu vũ trụ lớn được sử dụng trong bối cảnh quân sự, đặc biệt khi các thuật ngữ hải quân khác cũng đã được sử dụng theo cách tương tự; ví dụ, các tàu vũ trụ chủ lực trong khoa học viễn tưởng thường đóng vai trò là "tàu sân bay", mang các phi thuyền chiến đấu nhỏ tương tự như cách tàu sân bay của hải quân trong thế giới thực mang máy bay chiến đấu, đồng thời có thể tác chiến như "thiết giáp hạm".